# Futbol tennis
El futbol tennis (o fut-tennis) és un esport sorgit de la barreja entre el futbol i el tennis. Internacionalment està regulat per la Federació Internacional de Futbol-Tennis (FIFTA).

## Història
L'any 1922, a l'antiga Txecoslovàquia, diversos jugadors de l'Slavia de Praga van començar a practicar aquesta barreja de tennis amb una pilota de futbol i va ser l'any 1936 quan es va establir el primer reglament. La primera copa es va disputar l'any 1940 i la primera lliga el 1962.
El 1987 es va fundar la Federació Internacional de Futbol-tennis (FIFTA), que organitza el campionat d'Europa des de l'any 1993 i el campionat del món des de 1996.

## L'esport
a) El terreny de joc

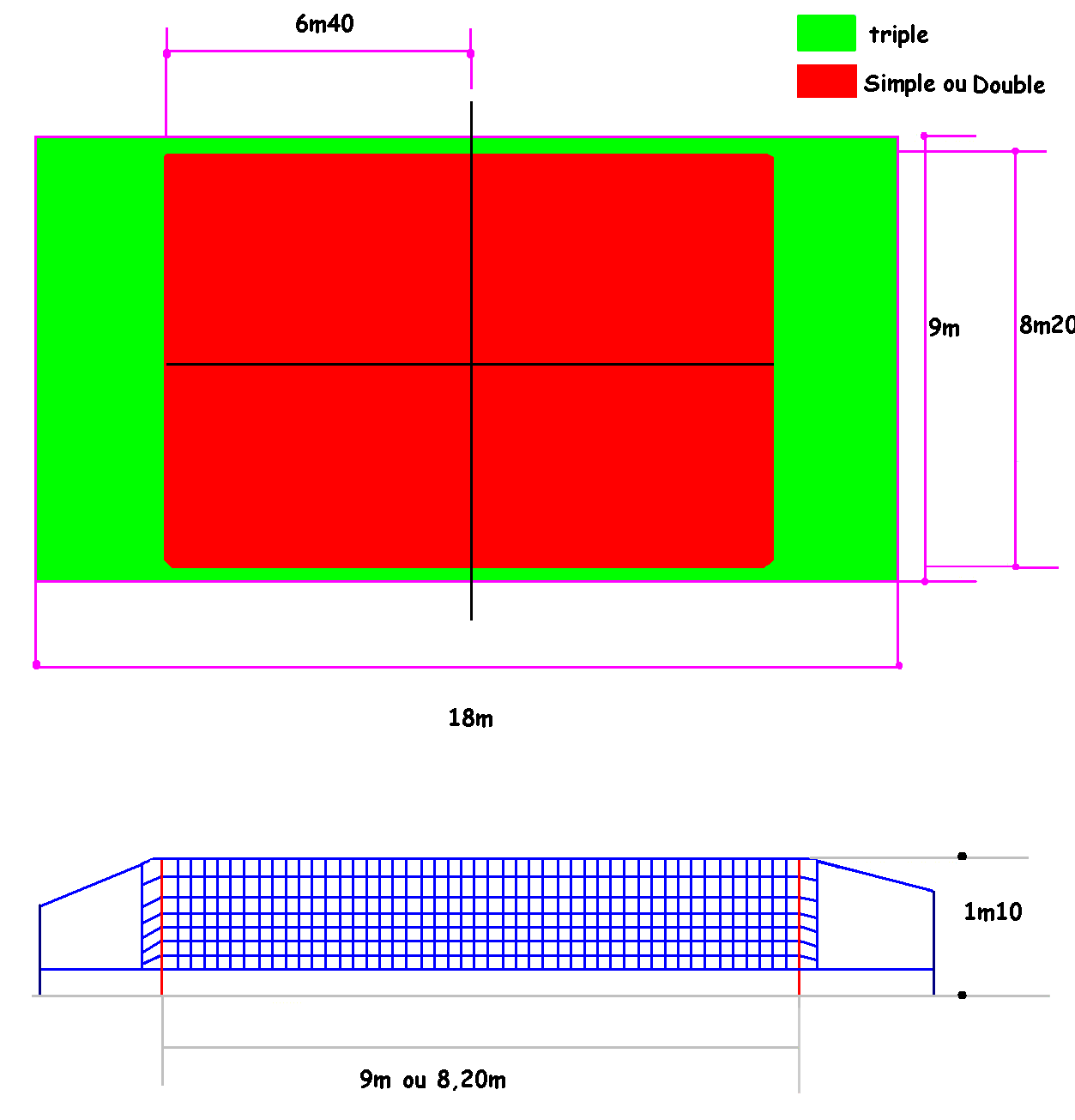
Dimensions del camp i la xarxa

1. Es juga en una pista amb les dimensions exteriors del voleibol (18 x 9 m).
2. Els dos camps estan separats per una xarxa de tennis

b) La pilota
1. Es juga amb una pilota de futbol de cuir de tipus número 5, amb una pressió inferior a l'habitual.

c) Els equips
1. Hi ha tres modalitats: individual, per parelles o per equips de tres.
2. Als grans campionats nacionals i internacionals es tenen en comptes les tres modalitats per establir la classificació final.
3. Els equips poden ser mixtos.